# Nicrophorus
Nicrophorus — рід жуків родини Мертвоїди (Silphidae). Представники роду закопують у землю трупи дрібних хребетних (в основному птахів та гризунів), що служать поживою для їхніх личинок. Тому у народі цих жуків називають могильниками. Обидва батьки піклуються про своє потомство, що є унікальним явищем серед комах.

## Опис
Це досить великі жуки з довжиною тіла від 1 до 4 см. Мають чорне забарвлення з невеликими помаранчевими або жовтими плямами, розташованими на усічених надкрилах. У них велика голова з вусиками, на кінцях кожного з яких є оранжева або чорна булава. За допомогою цього чутливого органу жуки-могильники здатні виявити падаль, що знаходиться від них за сотні метрів

## Розмноження

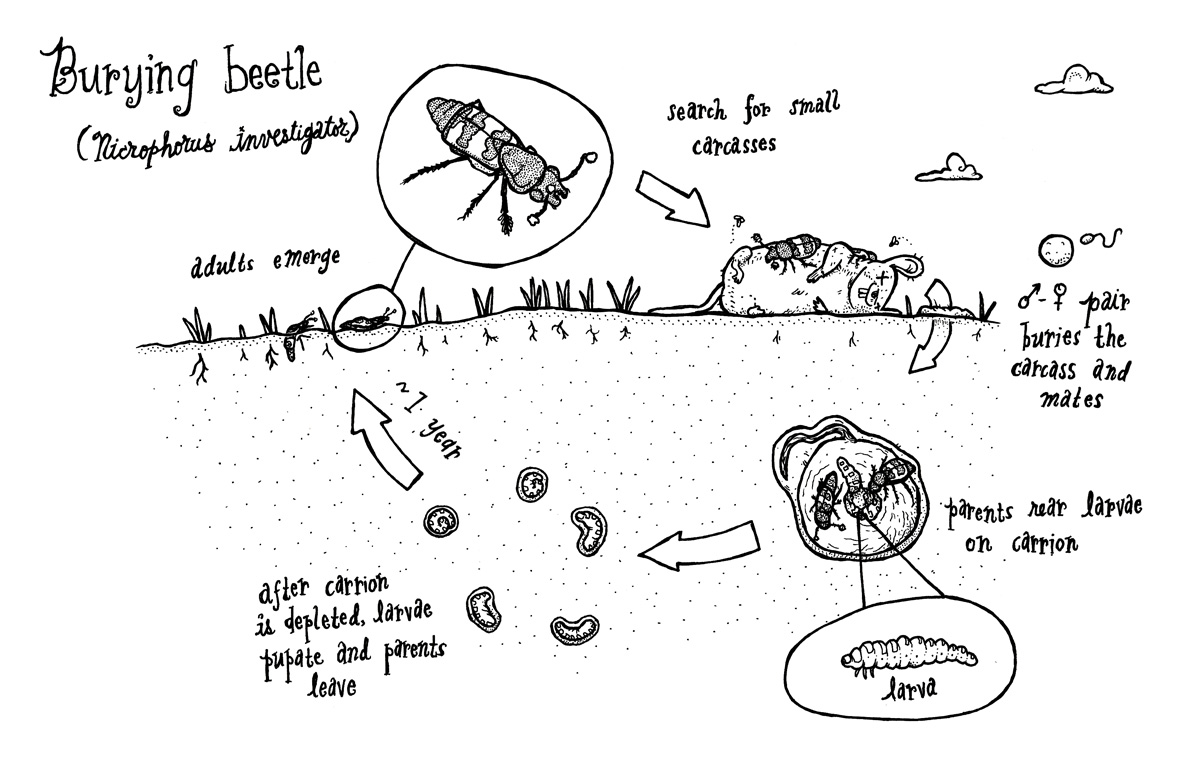
Життєвий цикл жуків-могильників

«Похоронами» зазвичай займаються самець і самка, які відігнали всіх конкурентів, але іноді роботу проробляють з однією самкою і кілька самців, які розраховують на свою частку. Під мертвим звіром викопується ямка, в яку він і падає під дією власної ваги. При цьому якщо земля тут тверда і погано обробляється, жуки пересувають трупик на більш рихлу поверхню, підриваючи під ним землю і перегризаючи стебла рослин. Досить швидко (протягом однієї-двох годин, щоб не приспіли падальні мухи або інші мертвоїди) тушка виявляється в ямці і присипається землею. Всю подальшу роботу робить самка, яка після спаровування з одним самцем проганяє його. Вона знову починає копати, цього разу споруджуючи нішу в землі для свого потомства. Ця ніша повинна буде захистити яйця і забезпечити личинкам швидкий доступ до їжі. Відклавши сюди кілька десятків яєць, самка знову повертається до закопаного трупа і готує з нього «поживну» страву. Вона прогризає його в декількох місцях, рясно змочуючи їх своїм травним соком, що переварить тверді тканини тварини в рідину. Коли личинки вилупляться, вони зможуть поласувати цим своєрідним бульйоном. Крім того, мати піклується і про чистоту «продукту». Вона обробляє шерсть і шкіру похованого звірка спеціальним антибактеріальним секретом з особливих анальних залоз. Фермент знищує агресивну мікрофлору і зберігає тушку відносно «свіжою». Але й на цьому турбота про потомство не закінчується. Залишаючи яйця на деякий час, мати повертається до місця кладки до моменту появи новонароджених. Вона прочищає для них прохід до припасених запасів і стежить, щоб личинок не було занадто багато, вбиваючи слабких і нежиттєздатних. У личинок по 6 очей з кожного боку і по 6 слаборозвинених ніг. Вони дуже швидко ростуть і вже через 10-12 днів самі зариваються в землю для оляльковування. Через 2 тижні з'являються молоді жучки.

## Види
Рід містить 68 видів:
- Nicrophorus americanus
- Nicrophorus antennatus
- Nicrophorus apo
- Nicrophorus argutor
- Nicrophorus basalis
- Nicrophorus carolinus
- Nicrophorus chilensis
- Nicrophorus concolor
- Nicrophorus confusus
- Nicrophorus dauricus
- Nicrophorus defodiens
- Nicrophorus didymus
- Nicrophorus distinctus
- Nicrophorus efferens[1]
- Nicrophorus encaustus
- Nicrophorus germanicus
- Nicrophorus guttula
- Nicrophorus heurni
- Nicrophorus hispaniola
- Nicrophorus humator
- Nicrophorus hybridus
- Nicrophorus insularis
- Nicrophorus interruptus
- Nicrophorus investigator
- Nicrophorus japonicus
- Nicrophorus kieticus
- Nicrophorus lunatus
- Nicrophorus maculifrons
- Nicrophorus marginatus
- Nicrophorus mexicanus
- Nicrophorus mongolicus
- Nicrophorus montivagus
- Nicrophorus morio
- Nicrophorus nepalensis
- Nicrophorus nigricornis
- Nicrophorus nigrita
- Nicrophorus oberthuri
- Nicrophorus obscurus
- Nicrophorus olidus
- Nicrophorus orbicollis
- Nicrophorus pliozaenicus†
- Nicrophorus podagricus
- Nicrophorus przewalskii
- Nicrophorus pustulatus
- Nicrophorus quadraticollis
- Nicrophorus quadrimaculatus
- Nicrophorus quadripunctatus
- Nicrophorus reichardti
- Nicrophorus satanas
- Nicrophorus sausai
- Nicrophorus sayi
- Nicrophorus scrutator
- Nicrophorus semenowi
- Nicrophorus sepulchralis
- Nicrophorus sepultor
- Nicrophorus smefarka
- Nicrophorus tenuipes
- Nicrophorus tomentosus
- Nicrophorus ussuriensis
- Nicrophorus validus
- Nicrophorus vespillo
- Nicrophorus vespilloides
- Nicrophorus vestigator
- Nicrophorus chryseus (Mazokhin-Porshnyakov, 1953) – unverified
- Nicrophorus funerarius (Weigel, 1808) – unverified